# Норруа-ле-Венёр
Норруа-ле-Венёр (фр. Norroy-le-Veneur) — коммуна на северо-востоке Франции, регион Гранд-Эст (бывший Эльзас — Шампань — Арденны — Лотарингия), департамент Мозель. Входит в кантон Маранж-Сильванж.

## Географическое положение

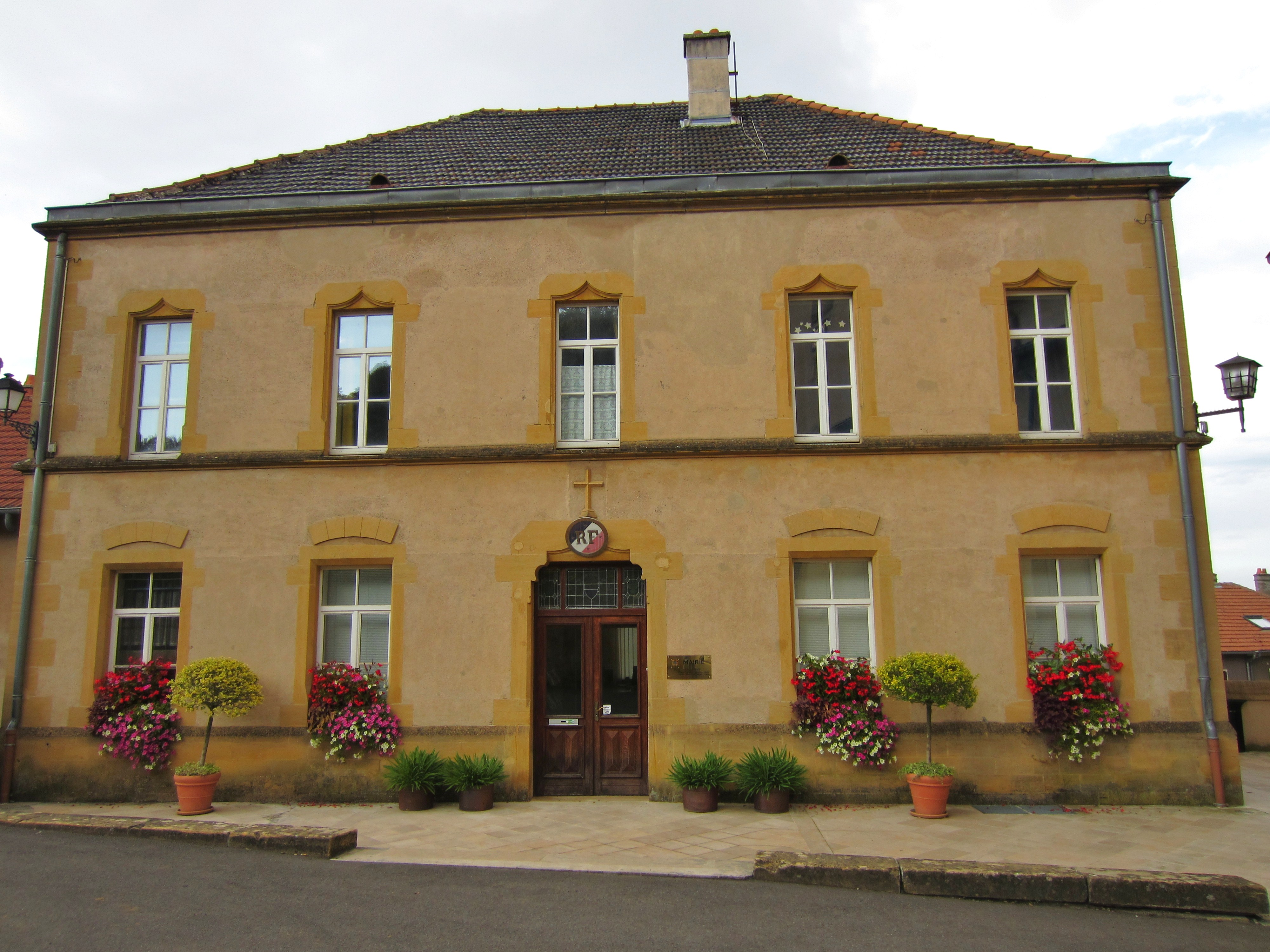
Мэрия Норруа-ле-Венёр.

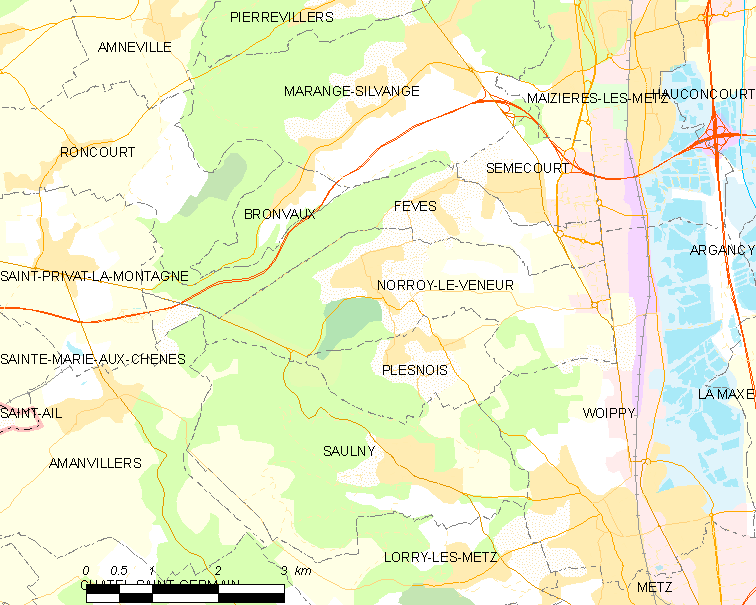
Норруа-ле-Венёр на карте Франции.

Норруа-ле-Венёр расположен в 280 км к востоку от Парижа и в 9 км к северо-западу от Меца. 

## История
- Впервые упоминается в 1231 году, винодельческая коммуна.
- Входил в бывшее герцогство Бар и был владением аббатства Сен-Пьер в Льеже, затем Сен-Ванн в Вердене и Сен-Венсан в Меце.
- Местные сеньоры де Норруа соорудили здесь замок с тремя башнями.
- В 1490 году деревня была сожжена мозельцами.
- В 1636 году захвачена хорватскими войсками в ходе Тридцатилетней войны.
- После поражения Франции во франко-прусской войне 1870—1871 годов вместе с Эльзасом и департаментом Мозель был передан Германии по Франкфуртскому миру и был частью Германии до 1918 года, когда по Версальскому договору вновь перешёл к Франции.

## Демография
По переписи 2011 года в коммуне проживало 1 061 человек.

## Достопримечательности

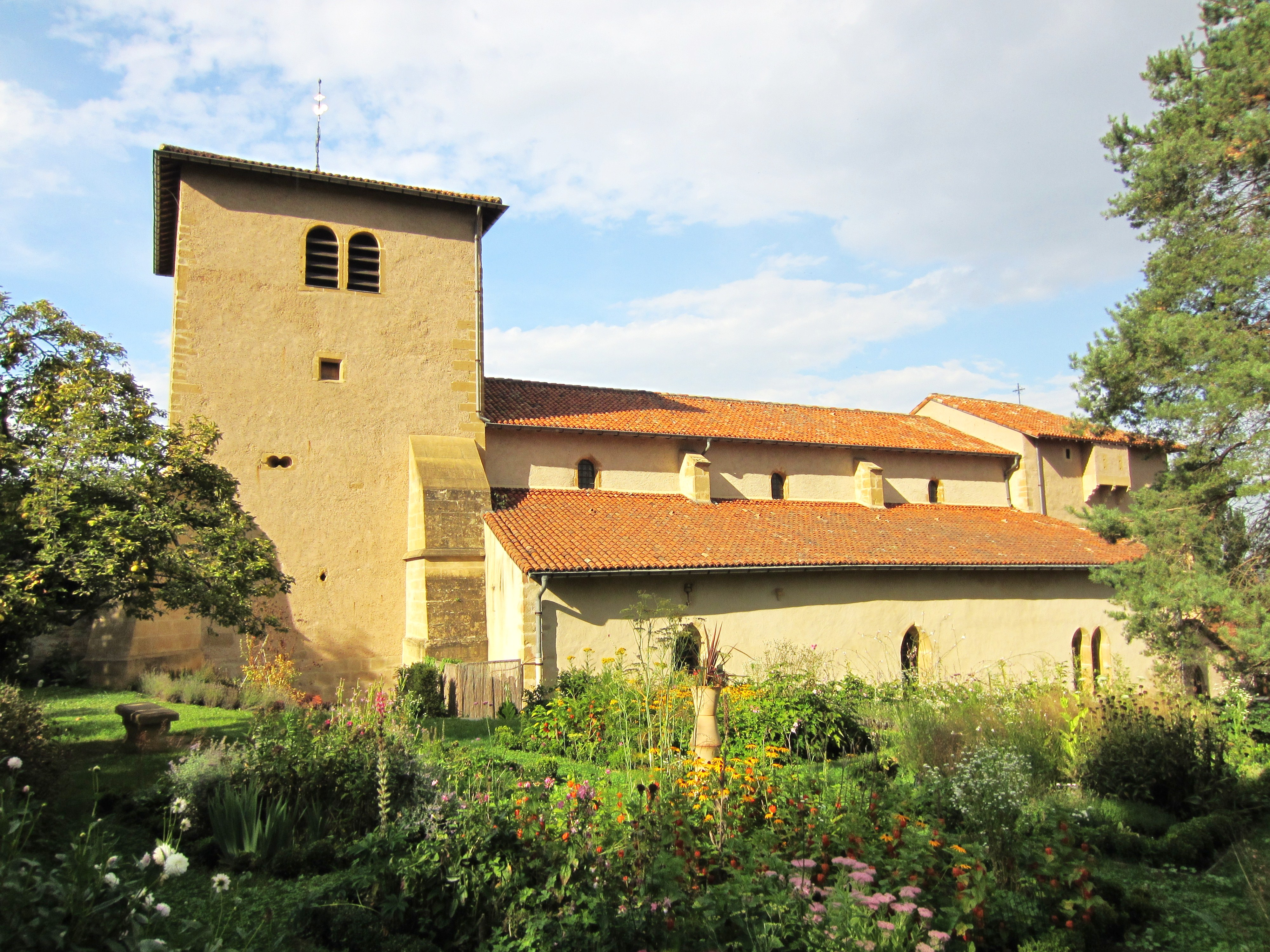
Церковь Сен-Пьер.

- Римская дорога, остатки двух древнеримских вилл.
- Некрополь эпохи меровингов.
- Церковь Сен-Пьер, XV век, готический стиль с тремя нефами и двумя оборонительными башнями. Крипты XII века, романские.